# Adelpha thoasa
Espèce
Adelpha thoasa  est une espèce de papillons de la famille des Nymphalidae, sous famille des Limenitidinae et du genre Adelpha.

## Dénomination
Adelpha thoasa a été décrit par William Chapman Hewitson en 1850 sous le nom Heterochroa thoasa.

### Sous-espèces
- Adelpha thoasa thoasa; présent au Brésil et en Bolivie.
- Adelpha thoasa calliphiclea (Butler, [1870]); présent au Surinam.
- Adelpha thoasa gerona (Hewitson, 1867); présent au Brésil
- Adelpha thoasa manilia Fruhstorfer, 1915; présent en Équateur, au Brésil, au Surinam, en Bolivie et au Pérou[1].

### Noms vernaculaires
Adelpha thoasa se nomme en anglais Thoasa Sister.

## Description
Adelpha thoasa est un papillon au bord externe des ailes postérieures festonné. Le dessus est marron à marron foncé avec aux ailes antérieures une tache orange proche de l'apex et une bande très large blanche débordant l'aire discale sur les 2/3 des ailes antérieures (ne rejoint pas le bord costal) et les ailes postérieures avec une petite tache jaune à l'angle anal.
Le revers est orange cuivré rayé de blanc avec la même bande blanche aux ailes antérieures et aux ailes postérieures.

## Biologie
Sa biologie n'est pas connue.

## Écologie et distribution
Adelpha thoasa est présent au Brésil, en Équateur, en Bolivie et au Pérou. 

### Biotope
Adelpha thoasa réside dans les forêts des contreforts humides des Andes.

### Protection
Pas de statut de protection particulier.